# 东方各民族反法西斯代表大会
东方各民族反法西斯代表大会是1941年10月26日至31日，在延安召开的一次国际会议，讨论东亚、东南亚、南亚各民族建立国际反法西斯统一战线。

## 历史

### 背景
1941年6月22日苏德战争爆发。1941年7月12日苏联与英国签订《关于对德战争中共同行动之协定》。1941年8月14日美英发表《大西洋宪章》，9月24日苏联宣布同意这一宪章。9月28日国际青年反法西斯大会在莫斯科举行。9月30日前，在伦敦成立16个国家参加的国际反法西斯联盟。9月29日至10月1日，美英苏莫斯科会议签订三国协定。
1941年7月3日，中共中央发布《关于反法西斯的国际统一战线的决定》。1941年9月21日朱德召集在延安的东方各民族友人座谈会，建议召开东方各民族反法西斯代表大会，9月29日至10月1日在延安桃林公园召开筹备会第一次会议。

### 大会经过
1941年10月26日下午13时东方各民族反法西斯代表大会在延安中央大礼堂开幕。来自“日本、犹太、印度、荷印、菲律宾、马来亚、缅甸、泰国、安南、朝鲜、台湾、蒙、回、藏、彝、苗、满、汉等18民族130余位”代表参加大会。大会历时六天。10月31日朝鲜代表武亭致闭幕词结束。
一致推选大会名誉主席团：
斯大林、罗斯福、丘吉尔、季米特洛夫、台尔曼、爱尔科里、冈野、甘地、尼赫鲁、戴高乐、爱因斯坦、萧伯纳、奎松、蒋介石、毛泽东、朱德、盛世才、麦克阿瑟、福莱塞、寇丁、宇素、阿木尔、达赖喇嘛、沙克都尔札布、马鸿逵、马步芳、宋庆龄、何香凝、杨靖宇、金丸、斯坦布黑、陈嘉庚、司徒美堂
推选大会主席团：
朱德、林伯渠、吴玉章、高岗、罗迈、蔡畅、冯文彬、阿里阿罕（印尼共）、巴素华（印度援华医生）、原清志、森健（日本）、乌兰夫、武亭、蔡前、马少长、梁金生（越南华侨）、卜一、徐忠义、常彦清、郭戈奇、王占清、马寒冰、叶华·桑柏格尔德（女，犹太代表，延安保育院顾问）、叶驼、天宝、朱宝廷(工人代表）、柯庆施、贾拓夫、刘澜波、赵通儒、李介夫、刘春、李初黎、余光生、高克林、舒群。
主席团主席：阿里阿罕，致开幕词。
大会秘书长李初黎
大会开幕式上，日本工农学校35名学员宣誓加入八路军。
10月27日，朱德向大会做总报告。10月30日，毛泽东冒雨到会做了讲话，指出“大会的主要目的就是团结，促进各民族团结，打到法西斯”。
10月31日，大会通过19项提案，包括：
- 成立东方各民族反法西斯联盟，总盟设延安。主席朱德。执行委员有朱德、林伯渠、吴玉章、高岗、罗迈、蔡畅、冯文彬、阿里阿罕（印尼共）、巴素华（印度援华医生）、原清志、森健（日本）、金茂岳、乌兰夫、武亭、蔡前、梁金生（越南华侨）、卜一、常彦清、郭戈奇、马寒冰、叶华·桑柏格尔德、马纳（泰国代表）、天宝、默罕、沙瓦吉盖、贾拓夫、刘澜波、萧三、余光生、李延禄、朱宝廷、高克林、刘春、李初黎、李介夫、柯庆施、赵通儒。联盟成员有：在华日人反战同盟、朝鲜义勇队、日本觉醒联盟、华北朝鲜青年联合会（朝鲜独立同盟）、冀中区回民抗战建国联合会等。第一届执委会秘书长李初黎。刘春、蔡前负责组织。阿里阿罕、萧三、马寒冰负责宣传。1941年12月12日，东方各民族反法西斯联盟执委会召开第一次会议，发表《东方各民族反法西斯同盟反对日寇发动太平洋战争宣言》，通过延安广播电台对东南亚各民族广播。
- 成立东方民族学院